# Michael Steinbach
Michael Steinbach (3 settembre 1969) è un ex canottiere tedesco.

## Palmarès

### Olimpiadi
- 1 medaglia:
  - 1 oro (Barcellona 1992 nel quattro di coppia)